# ۯ
Ra petit v suscrit inversé ou lla (ۯ) est une lettre additionnelle de l’alphabet arabe utilisée dans l’écriture du parkari et qui était utilisée dans l’écriture du persan.

## Utilisation
Dans l’écriture du parkari, ‹ ۮ⁠ › représente une consonne spirante latérale rétroflexe voisée [ɭ⁠].